# Diócesis de Galle
La diócesis de Galle (en latín: Dioecesis Gallen(sis), en inglés: Roman Catholic Diocese of Galle y en cingalés: காலி மாவட்ட) es una circunscripción eclesiástica latina de la Iglesia católica en Sri Lanka, sufragánea de la arquidiócesis de Colombo. La diócesis tiene al obispo Raymond Kingsley Wickramasinghe como su ordinario desde el 27 de mayo de 2011. 

## Territorio y organización
La diócesis tiene 5493 km² y extiende su jurisdicción sobre los fieles católicos de rito latino residentes en la provincia Sur.
La sede de la diócesis se encuentra en la ciudad de Galle, en donde se halla la Catedral de Santa María Reina del Rosario.
En 2019 en la diócesis existían 16 parroquias.

## Historia
La diócesis fue erigida el 25 de agosto de 1893 con el breve In hac beati Petri cathedra del papa León XIII, obteniendo el territorio de la arquidiócesis de Colombo.
El 2 de noviembre de 1995 cedió una parte de su territorio para la erección de la diócesis de Ratnapura mediante la bula Ad aptius consulendum del papa Juan Pablo II.

## Estadísticas
De acuerdo al Anuario Pontificio 2020 la diócesis tenía a fines de 2019 un total de 9606 fieles bautizados.
| Año                                                                             | Población            | Población | Población      | Sacerdotes | Sacerdotes    | Sacerdotes    | Bautizados por sacerdote | Diáconos permanentes | Religiosos | Religiosos | Parroquias |
| Año                                                                             | Bautizados católicos | Total     | % de católicos | Total      | Clero secular | Clero regular | Bautizados por sacerdote | Diáconos permanentes | Varones    | Mujeres    | Parroquias |
| ------------------------------------------------------------------------------- | -------------------- | --------- | -------------- | ---------- | ------------- | ------------- | ------------------------ | -------------------- | ---------- | ---------- | ---------- |
| 1950                                                                            | 21 521               | 1 760 000 | 1.2            | 44         | 19            | 25            | 489                      |                      | 15         | 150        | 16         |
| 1969                                                                            | 25 624               | 2 557 110 | 1.0            | 51         | 32            | 19            | 502                      |                      | 28         | 199        | 21         |
| 1980                                                                            | 22 960               | 3 709 000 | 0.6            | 47         | 31            | 16            | 488                      |                      | 20         | 198        | 25         |
| 1990                                                                            | 25 133               | 3 513 473 | 0.7            | 49         | 43            | 6             | 512                      |                      | 10         | 164        | 30         |
| 1999                                                                            | 6911                 | 2 083 126 | 0.3            | 28         | 21            | 7             | 246                      |                      | 7          | 89         | 11         |
| 2000                                                                            | 7140                 | 2 088 509 | 0.3            | 21         | 16            | 5             | 340                      |                      | 6          | 88         | 11         |
| 2001                                                                            | 7324                 | 2 088 509 | 0.4            | 25         | 20            | 5             | 292                      |                      | 6          | 88         | 11         |
| 2002                                                                            | 7424                 | 2 088 509 | 0.4            | 25         | 20            | 5             | 296                      |                      | 6          | 102        | 11         |
| 2003                                                                            | 7933                 | 2 170 269 | 0.4            | 25         | 20            | 5             | 317                      |                      | 6          | 102        | 11         |
| 2004                                                                            | 8100                 | 2 210 486 | 0.4            | 23         | 20            | 3             | 352                      |                      | 3          | 105        | 11         |
| 2006                                                                            | 8587                 | 2 277 145 | 0.4            | 26         | 23            | 3             | 330                      |                      | 3          | 89         | 12         |
| 2013                                                                            | 8490                 | 2 888 000 | 0.3            | 30         | 24            | 6             | 283                      |                      | 6          | 107        | 13         |
| 2016                                                                            | 9118                 | 2 964 000 | 0.3            | 34         | 25            | 9             | 268                      |                      | 9          | 101        | 14         |
| 2019                                                                            | 9606                 | 2 501 100 | 0.4            | 44         | 26            | 18            | 218                      |                      | 40         | 105        | 16         |
| Fuente: Catholic-Hierarchy, que a su vez toma los datos del Anuario Pontificio. |                      |           |                |            |               |               |                          |                      |            |            |            |

## Episcopologio
- Joseph van Reeth, S.I. † (11 de enero de 1895-11 de septiembre de 1923 falleció)
  - Sede vacante (1923-1934)
- Nicola Laudadio, S.I. † (28 de mayo de 1934-26 de mayo de 1964 renunció[4])
- Anthony de Saram † (22 de marzo de 1965-28 de febrero de 1982 falleció)
- Don Sylvester Wewitavidanelage † (15 de octubre de 1982-1995 renunció)
- Elmo Noel Joseph Perera † (1 de junio de 1995-11 de octubre de 2004 renunció)
- Harold Anthony Perera (15 de febrero de 2005-14 de mayo de 2009 nombrado obispo de Kurunegala)
  - Sede vacante (2009-2011)
- Raymond Kingsley Wickramasinghe, desde el 27 de mayo de 2011